# Carroll Brandon Baker
Carroll Brandon Baker ist ein ehemaliger US-amerikanischer Schauspieler.

## Leben
Baker verkörperte im 1987 erschienenen Film R.O.T.O.R. die gleichnamige Titelrolle und agierte als Antagonist. Der Film wurde von den Kritikern negativ aufgenommen und als „Billigkopie von Robocop und Terminator“ bezeichnet. Es sollte seine erste und einzige Filmrolle bleiben. Er zog sich anschließend aus der Öffentlichkeit zurück.